# Listă de orașe din statul Vermont
Listă alfabetică a orașelor din statul Vermont, SUA
| - Arlington - Beecher Falls - Bennington - Bethel - Bullfrog Basin - Burlington - Cavendish - Chester - Colchester - Derby Line - Essex Junction - Georgia - Highgate Center - Highgate Springs | - Hinesburg - Lebanon-Hanover-White River apt - Lyndonville - Manchester Center - Middlebury - Montpelier - Newfane - Newport - North Clarendon - North Troy - Norton - Orleans - Orwell - Putney - Richford | - Rutland - Sheldon Springs - Shoreham - Springfield - St. Albans - St. Johnsbury - Stowe - Swanton - Townshend - Waitsfield - Waterbury - West Clarendon - Williamstown - Williston - Windsor |